# سارة ويلكس
سارة ويلكس هي لاعبة كرلنغ كندية، ولدت في 4 أغسطس 1990 في تورونتو في كندا.

## وصلات خارجية
- سارة ويلكس على موقع الاتحاد الدولي للكرلنغ (الإنجليزية)